# Condropatia patelar
Condropatia patelar é o afilamento e irregularidade da cartilagem da parte articular da patela que provoca dores agudas no joelho. Sua severidade é classificada por graus, de I a IV. Quanto mais alto o grau, maior o desgaste. O prefixo Condro é a designação científica de cartilagem. Patia é doença ou disfunção. Patela é um dos ossos localizados no joelho (antiga rótula). Pode ser prevenida com o uso de Ligaduras Funcionais.
Condro vem de condrocitos, conjunto de células cartilaginosas onde formam o tecido cartilaginoso (junto com o tecido ósseo).
Patia vem de má formaçao, disfunção.
A condropatia patelar pode se originar de vários exercícios inadequados, como por exemplo, alongamentos errados ou a falta dele antes de um exercício.